# Mikhaïl Voronin
Mikhail Voronin (en rus: Михаил Воронин) (Moscou, Unió Soviètica 1945 - íd. 2004) fou un gimnasta artístic soviètic, guanyador de nou medalles olímpiques.

## Biografia
Va néixer el 26 de març de 1945 a la ciutat de Moscou, que en aquells moments era la capital de la Unió Soviètica i que avui en dia és la capital de la Federació Russa. Es casà amb la gimnasta i medallista olímpica Zinaïda Vorónina.
L'any 1959 fou guardonat amb l'Orde de la Bandera Roja del Treball.
Va morir el 22 de maig de 2004 a la seva residència de Novo-Nikolskoye, barri situat als afores de la ciutat de Moscou.

## Carrera esportiva
Va participar, als 23 anys, en els Jocs Olímpics d'Estiu de 1968 celebrats a Ciutat de Mèxic (Mèxic), on va aconseguir guanyar set medalles olímpiques, convertint-se en un dels reis dels Jocs. Aconseguí guanyar la medalla d'or en les proves de salt sobre cavall i barra fixa; la medalla de plata en les proves individual, per equips i anelles; i la medalla de bronze en la prova de cavall amb arcs. L'única prova en la qual no reeixí fou la d'exercici de terra.
En els Jocs Olímpics d'Estiu de 1972 realitzats a Múnic (Alemanya Occidental) aconseguí guanyar la medalla de plata en la prova per equips així com en la prova d'anelles, finalitzant cinquè en la prova de cavall amb arcs (guanyant així un diploma olímpic) i dotzè en la prova individual, com a resultats més destacats.
Al llarg de la seva carrera esportiva activa guanyà vuit medalles al Campionat del Món de gimnàstica artística, entre elles dues medalles d'or, i quinze medalles al Campionat d'Europa de l'especialitat.